# Zonta van den Goorbergh
Zonta van den Goorbergh (Mónaco, 1 de diciembre de 2005) es un piloto neerlandés de motociclismo, actualmente corre en Moto2 para el equipo RW Racing GP. Es hijo del expiloto de 500cc y MotoGP Jurgen van den Goorbergh y sobrino del expiloto de 250cc Patrick van den Goorbergh.

## Biografía
En 2019, con apenas 14 años, Zonta van den Goorbergh participó de la Red Bull MotoGP Rookies Cup siendo uno de los pilotos más jóvenes inscriptos. Zonta van den Goorbergh fue uno de los dos pilotos en puntuar en todas las carreras junto al francés Lorenzo Fellon, sus mejores resultados en su temporada debut en la competencia fueron dos sextos puestos conseguidos en las dos carreras disputadas en el Red Bull Ring.
En 2020, Zonta van den Goorbergh corrió su segunda temporada en la Red Bull MotoGP Rookies Cup. En esta temporada su resultados mejoraron aunque no al nivel de podios se convirtió en un regular de los top-ten, consiguiendo su mejor resultado en la primera carrera celebrada en el Circuito Ricardo Tormo en donde terminó en la cuarta posición.
En 2021, Zonta van den Goorbergh pasó al FIM CEV Moto3 Junior World Championship corriendo en el equipo creado por su padre Jurgen, el Team Super B. En su primera temporada en FIM CEV, no tuvo el mejor comienzo al no poder puntuar en las primeras cuatro carreras, dando vuelta la situación en las seis carreras siguientes en las cuales puntuó siendo su última carrera en Misano en donde terminó séptimo su meor carrera de la temporada.
En 2022, Zonta van den Goorbergh hará su début en el Campeonato del Mundo de Motociclismo en la categoría de Moto2 con el RW Racing GP haciendo dupla con el bélga Barry Baltus en lo que es la formación más joven de la historia de la categoría.

## Resultados

### Red Bull MotoGP Rookies Cup
(Carreras en negrita indica pole position, carreras en cursiva indica vuelta rápida)
| Temp. | 1      | 2      | 3      | 4     | 5      | 6      | 7      | 8      | 9     | 10     | 11     | 12     | Pos. | Pts. |
| ----- | ------ | ------ | ------ | ----- | ------ | ------ | ------ | ------ | ----- | ------ | ------ | ------ | ---- | ---- |
| 2019  | JER 13 | JER 14 | MUG 15 | ASS 9 | ASS 10 | SAC 14 | SAC 13 | RBR 6  | RBR 6 | MIS 12 | ARA 13 | ARA 13 | 13.º | 54   |
| 2020  | RBR 9  | RBR 8  | RBR 12 | RBR 6 | ARA 18 | ARA 8  | ARA 7  | ARA 12 | VAL 4 | VAL 11 | VAL 9  | VAL 9  | 8.º  | 82   |

### FIM CEV Moto3 Junior World Championship
(Carreras en negrita indica pole position, carreras en cursiva indica vuelta rápida)
| Temp. | Moto  | 1      | 2       | 3      | 4      | 5      | 6      | 7      | 8     | 9      | 10    | 11  | 12  | Pos. | Pts. |
| ----- | ----- | ------ | ------- | ------ | ------ | ------ | ------ | ------ | ----- | ------ | ----- | --- | --- | ---- | ---- |
| 2021  | Honda | EST 22 | VAL Ret | VAL 16 | CAT 20 | CAT 13 | POR 13 | ARA 11 | JER 9 | JER 13 | RSM 7 | VAL | VAL | 17.º | 30   |

### Campeonato del Mundo de Motociclismo
Sistema de puntuación de 1993 hasta 2022:
| Posición | 1.º | 2.º | 3.º | 4.º | 5.º | 6.º | 7.º | 8.º | 9.º | 10.º | 11.º | 12.º | 13.º | 14.º | 15.º |
| Puntos   | 25  | 20  | 16  | 13  | 11  | 10  | 9   | 8   | 7   | 6    | 5    | 4    | 3    | 2    | 1    |

Sistema de puntuación desde 2023 en adelante:
| Posición       | 1.º | 2.º | 3.º | 4.º | 5.º | 6.º | 7.º | 8.º | 9.º | 10.º | 11.º | 12.º | 13.º | 14.º | 15.º |
| Puntos         | 25  | 20  | 16  | 13  | 11  | 10  | 9   | 8   | 7   | 6    | 5    | 4    | 3    | 2    | 1    |
| Carrera sprint | 12  | 9   | 7   | 6   | 5   | 4   | 3   | 2   | 1   |      |      |      |      |      |      |

#### Por categoría
| Cat.  | Temporadas    | 1.er Gran Premio | 1.er Podio    | 1.ª Victoria  | Carreras | Victorias | Podios | Poles | V.Ráp. | Pts. | CM |
| ----- | ------------- | ---------------- | ------------- | ------------- | -------- | --------- | ------ | ----- | ------ | ---- | -- |
| Moto2 | 2022-presente | Catar 2022       |               |               | 54       | 0         | 0      | 0     | 0      | 48   | 0  |
| Total | 2022–Presente | 2022–Presente    | 2022–Presente | 2022–Presente | 54       | 0         | 0      | 0     | 0      | 48   | 0  |

#### Por temporada
| Temp. | Cat.  | Moto  | Equipo       | Carreras | Victorias | Podios | Poles | V.Ráp. | Pts. | Pos. |
| ----- | ----- | ----- | ------------ | -------- | --------- | ------ | ----- | ------ | ---- | ---- |
| 2022  | Moto2 | Kalex | RW Racing GP | 18       | 0         | 0      | 0     | 0      | 0    | 34.º |
| 2023  | Moto2 | Kalex | RW Racing GP | 20       | 0         | 0      | 0     | 0      | 17   | 23.º |
| 2024  | Moto2 | Kalex | RW Racing GP | 16       | 0         | 0      | 0     | 0      | 31   | 22.º |
| 2025  | Moto2 | Kalex | RW Racing GP |          |           |        |       |        | *    | *    |
| Total | Total | Total | Total        | 54       | 0         | 0      | 0     | 0      | 48   |      |

- * Temporada en curso.

#### Carreras por año
| Año  | Cat.  | Moto  | 1       | 2      | 3       | 4       | 5       | 6       | 7      | 8       | 9       | 10     | 11     | 12      | 13     | 14      | 15      | 16      | 17      | 18     | 19      | 20      | 21  | 22  | Pos. | Pts. |
| ---- | ----- | ----- | ------- | ------ | ------- | ------- | ------- | ------- | ------ | ------- | ------- | ------ | ------ | ------- | ------ | ------- | ------- | ------- | ------- | ------ | ------- | ------- | --- | --- | ---- | ---- |
| 2022 | Moto2 | Kalex | QAT 24  | INA 23 | ARG Ret | AME Ret | POR Ret | SPA 19  | FRA 17 | ITA 21  | CAT 20  | GER 18 | NED 18 | GBR Ret | AUT 18 | RSM Ret | ARA Ret | JPN 16  | THA 17  | AUS WD | MAL     | VAL 21  |     |     | 34.º | 0    |
| 2023 | Moto2 | Kalex | POR Ret | ARG 18 | AME 17  | SPA 23  | FRA 20  | ITA Ret | GER 18 | NED 20  | GBR 20  | AUT 22 | CAT 18 | RSM Ret | IND 6  | JPN 9   | INA Ret | AUS Ret | THA Ret | MAL 18 | QAT 19  | VAL 18  |     |     | 23.º | 17   |
| 2024 | Moto2 | Kalex | QAT 13  | POR 19 | AME Ret | SPA 13  | FRA 25  | CAT 11  | ITA 14 | NED Ret | GER Ret | GBR 11 | AUT 18 | ARA 14  | RSM 23 | ERM Ret | INA 17  | JPN 5   | AUS Ret | THA 19 | MAL Ret | SLD Ret |     |     | 22.º | 31   |
| 2025 | Moto2 | Kalex | THA 24  | ARG 17 | AME 13  | QAT 12  | SPA 20  | FRA 19  | GBR 13 | ARA 16  | ITA Ret | NED 12 | GER 17 | CZE 20  | AUT    | HUN     | CAT     | RSM     | JPN     | INA    | AUS     | MAL     | POR | VAL | 19.º | 14   |

| Color     | Resultado                                                               |
| --------- | ----------------------------------------------------------------------- |
| Oro       | Ganador                                                                 |
| Plata     | 2.ª plaza                                                               |
| Bronce    | 3.ª plaza                                                               |
| Verde     | Finalizó en los puntos                                                  |
| Azul      | Finalizó sin puntos                                                     |
| Azul      | NC - No clasificado                                                     |
| Violeta   | Ret - No terminó (Carrera)                                              |
| Rojo      | DNQ - No se clasificó                                                   |
| Negro     | DSQ - Descalificado                                                     |
| Blanco    | DNS - No empezó (carrera)                                               |
| Blanco    | WD - Retirado (fin de semana)                                           |
| Blanco    | C - Carrera cancelada                                                   |
| Sin color | DNP - Inscrito pero no participó                                        |
| Sin color | INJ - Lesionado                                                         |
| Sin color | EX - Excluido                                                           |
| Estado    | Resultado                                                               |
| Negrita   | Pole position                                                           |
| Cursiva   | Vuelta rápida                                                           |
| †         | Abandona, pero clasifica al completar el porcentaje requerido para ello |